# Stefania Krasowska

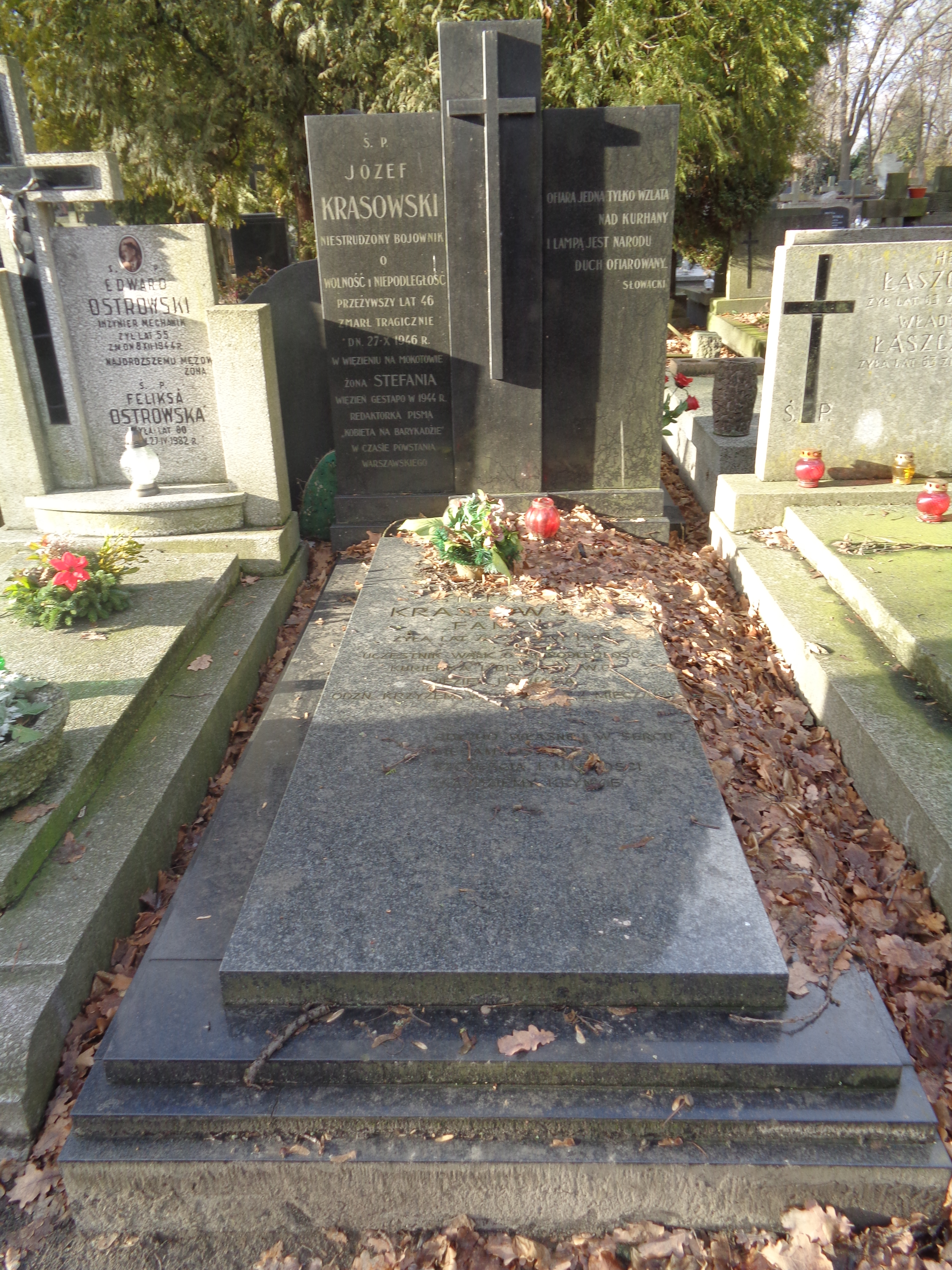
Grób Stefanii i Józefa Krasowskich na Cmentarzu Powązkowskim

Stefania Krasowska (ur. 20 sierpnia 1886, zm. 9 lub 19 czerwca 1964 w Warszawie) – polska legionistka, dziennikarka i urzędniczka. Należała do Polskiego Towarzystwa Teozoficznego i wolnomularstwa.

## Życiorys
Z domu Flekówna. Przed I wojną światową wstąpiła do Polskich Drużyn Strzeleckich, a następnie do służby pomocniczej Legionów Polskich. Pod koniec 1914 r. wysłana do Radomia, gdzie zajmowała się budowaniem sieci pocztowej dla Legionów. W 1915 r. została kierowniczką wypożyczalni książek w Warszawie, będącej zarazem lokalem kontaktowym POW. Od 1916 r. zajmowała się sprawami administracyjnymi „Rządu i Wojska”, nielegalnego tygodnika POW. W tym czasie współpracowała także z uniwersytetem ludowym, w którym prowadziła kursy dla analfabetów. W okresie międzywojennym urzędniczka Ministerstwa Spraw Zagranicznych. Od 1920 do 1932 r. pracowała w Konsulacie w Królewcu, następnie w Konsulacie Generalnym w Bytomiu i Konsulacie Generalnym w Opolu. W latach 1932 – 1936 zajmowała stanowiska urzędnicze bezpośrednio w Ministerstwie Spraw Zagranicznych. Była członkiem Polskiego Towarzystwa Teozoficznego oraz loży „Pokój” Międzynarodowego Zakonu Wolnomularstwa Mieszanego „Le Droit Humain”.
29 października 1930 r. odznaczona Krzyżem Niepodległości z Mieczami.
W okresie II wojny światowej przewodnicząca sekcji kobiecej Chłopskiej Organizacji Wolności „Racławice”. Jesienią 1943 r. aresztowana przez gestapo, po kilku miesiącach zwolniona. Redagowała „Głos Kobiet Wiejskich”, będący dodatkiem do „Walka i Wolność”. Podczas powstania warszawskiego dodatek ten przekształcony został w „Kobietę na Barykadzie”.
Po wojnie współzałożycielka Towarzystwa Przyjaźni Polsko-Indyjskiej. Inwigilowana przez SB w operacji „Ezoteryk”, wymierzonej przeciwko środowiskom masońskim, próbującym prowadzić działalność w ramach Towarzystwa.
Stefania Krasowska zmarła w Warszawie 9 lub 19 czerwca 1964 r. Pochowana wraz z mężem na cmentarzu Powązkowskim w Warszawie (kwatera 142-1-28).

## Życie prywatne
Jej mężem był Józef Krasowski, działacz Chłopskiej Organizacji Wolności „Racławice”.